# 草堰镇
草堰镇，是中华人民共和国江苏省盐城市大丰区下辖的一个乡镇级行政单位。

## 行政区划
草堰镇下辖以下地区：
草堰社区、马桥社区、三渣社区、丁溪村、界中村、双河村、双垛村、合新村、草堰村、三元村、西渣村、成文村、竹园村、三新村和三渣村。